# Filho do Hamas
Filho do Hamas: Um relato Impressionante Sobre Terrorismo, Traição, Intrigas Políticas e Escolhas Impensáveis é um livro publicado em 2010 por Mosab Hassam Yousef, um palestino filho de um dos fundadores do Hamas.
Neste livro, Yousef narra sua vida, como filho de um líder influente na comunidade islâmica palestina, sua experiência na prisão, sua decepção com a política e as autoridades do seu próprio povo, seu recrutamento pelo Shin Bet, quando passou a colaborar com Israel na luta anti-terrorista e sua conversão ao cristianismo. Ele declara sobre o propósito de seu livro:
| “ | "Ao contar minha história, a maior esperança que tenho é mostrar ao meu povo – os palestinos seguidores do Islã, que têm sido usados por regimes corruptos há centenas de anos – que a verdade pode libertá-los." | ” |